# 펨토바이오메드
펨토바이오메드(영어: Femto Biomed)는 대한민국의 신약개발 기업이다. Cellshot 플랫폼 기술을 기반으로 면역항암치료제를 개발한다.